# 熊坂どぶ

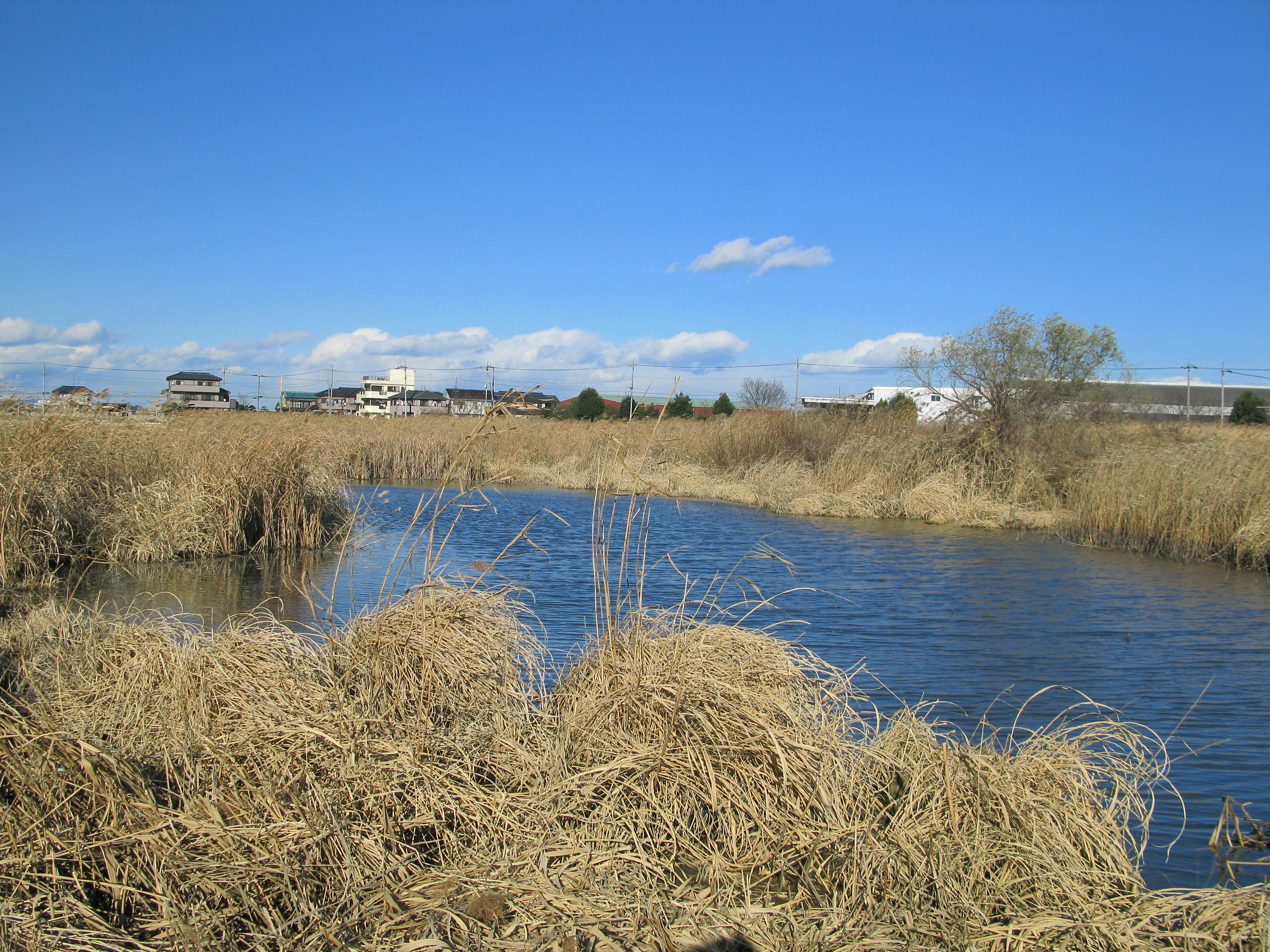
熊坂どぶ（2011年12月）

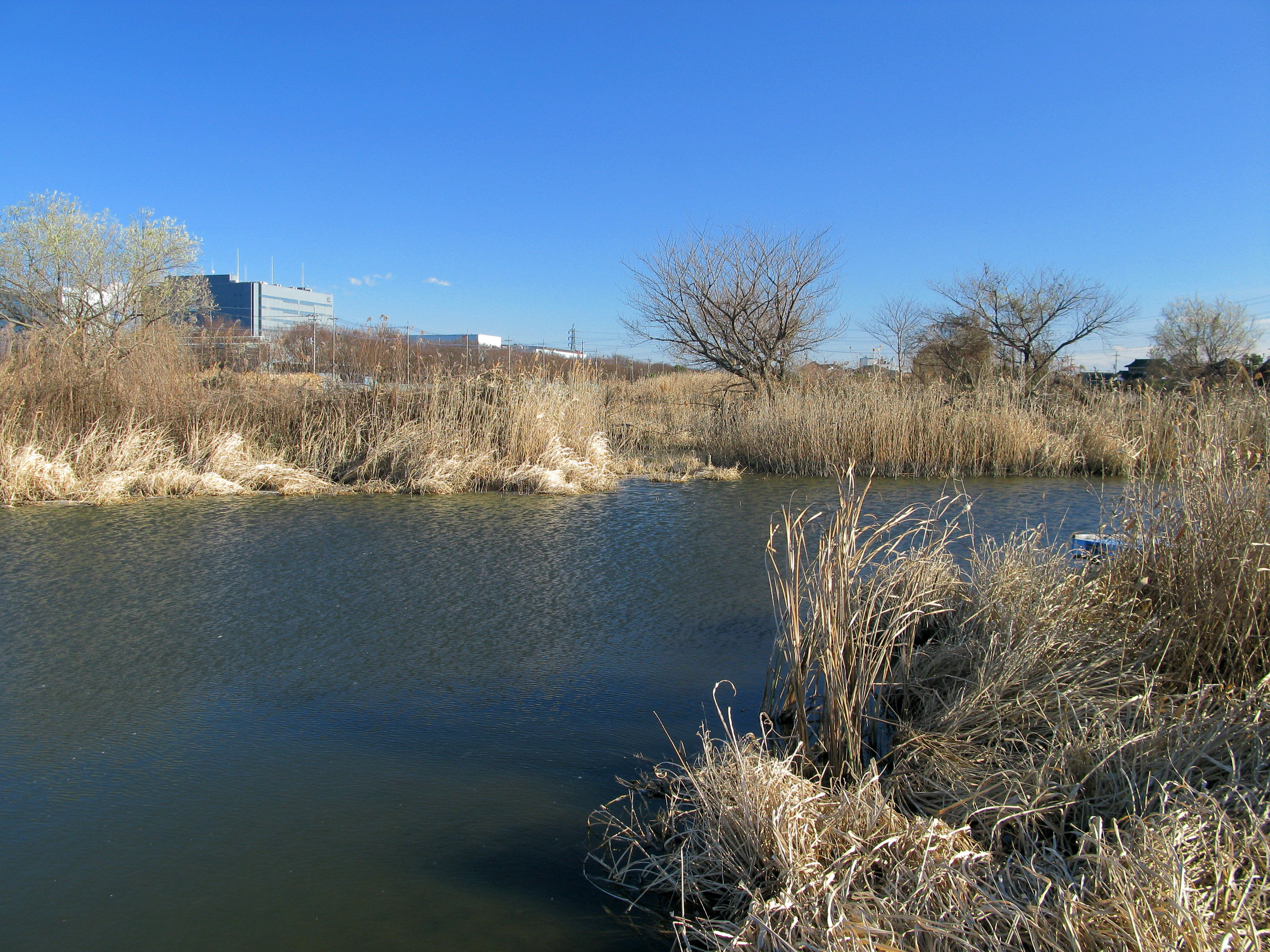
南東方向を望む

熊坂どぶ（くまざかどぶ）は、埼玉県加須市南大桑（加須地域）に所在する沼沢地である。

## 概要
この熊坂どぶは加須市南大桑に所在しており、周囲は水田などの農地や葦原となっている。沼沢地の東側からは南東に向かい水路が流出している。また、東南方には調節池も所在している。なお、周辺の水田などの農地では耕地整理が特に行われていないために、いびつな形の土地区画が多い。また、水面周囲に至る道路などが特に整備されていないため、水面に近付くことは少々難しい。
この沼沢地は自然沼であり、新田開発などの開発行為が行われる以前の後背湿地としての名残である。このような池沼は加須市域には比較的多く残されている。

## 所在地
- 〒347-0015 - 埼玉県加須市南大桑

## 周辺
- 加須市立加須平成中学校
- 埼玉県道152号加須幸手線
- メモリアルトネ
- 川口中央公園
- 圓光寺